# Herezje
Herezje – album studyjny polskiego rapera Jacka „Meza” Mejera. 
Wydawnictwo ukazało się 17 kwietnia 2009 roku nakładem wytwórni muzycznej My Music. Gościnnie w nagraniach wzięli udział m.in. Losza Vera, Orzech, Kloozkha, Owal/Emcedwa oraz Vito WS.

## Lista utworów
Opracowano na podstawie materiału źródłowego.
1. „Spowiedź”
2. „Herezje”
3. „HH faszyzm”
4. „Destrukcja”
5. „Branża wykańcza”
6. „3-0”
7. „Cosmo”
8. „Wolny” (gościnnie: Losza Vera)
9. „Rapgwiazdy” (gościnnie: Orzech)
10. „Globalnie”
11. „Maszyny” (gościnnie: Kloozkha)
12. „10 lat później”
13. „7 rejs” (gościnnie: Owal/Emcedwa, Vito WS)
14. „Nocne monologi”